# Norton Manor Camp
Norton Manor Camp, également connu sous le nom de RM Norton Manor, est une base des Royal Marines située près de Norton Fitzwarren, à 3,2 km au nord-ouest de Taunton, dans le Somerset, en Angleterre. Il abrite le 40 Commando (en).
En 2016, le gouvernement a annoncé que Norton Manor Camp serait fermé d'ici 2028. Cependant, cette décision a été annulée en février 2019 à la suite d'une campagne locale réussie.

## Historique

### Norton Camp
Norton Camp (en) est une grande colline fortifiée qui montre des preuves d'occupation depuis l'époque néolithique. Pensé pour avoir été à la frontière entre deux tribus, c'est l'un des premiers sites d'occupation humaine permanente dans la région de Taunton. Il a ensuite été occupé pendant l'âge du bronze jusqu'à l'occupation romaine de la région. Au début du 18e siècle, le terrain autour de la colline appartenait à Norton Manor.

### Seconde Guerre mondiale

#### Dépôt logistique
Avec le déclenchement de la Seconde Guerre mondiale, l'armée britannique avait désespérément besoin d'installations logistiques modernes : Norton Fitzwarren se trouve sur l'ancienne ligne principale de la Bristol and Exeter Railway (« B&ER »), exploitée depuis le 1er janvier 1876 par  le Great Western Railway. Sa gare très étendue est devenue une gare de jonction importante avec quatre plates-formes de chargement.

#### Dépôt G50 de l'armée américaine
Commandée par le Royal Army Service Corps (en) après avoir été achevée en tant que dépôt de logistique et de distribution pour eux au début de 1941, l'US Army a repris Norton Manor Camp dans le cadre de l' Operation Bolero (en) en 1942, l'un de leurs 18 dépôts de ravitaillement au Royaume-Uni. Redésigné Quartermaster General Depot G-50, ils l'ont équipé de vastes embranchements ferroviaires au nord-est de la gare et devint aussi un dépôt de fournitures du Corps médical de l'armée américaine le 1er septembre 1942.

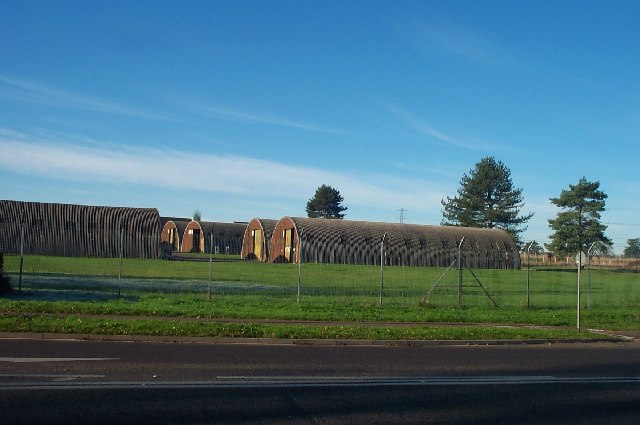
Cabane Nissen érigée dans le cadre du camp de prisonniers de guerre, qui devint plus tard une partie de la plus grande base de l'armée britannique

#### Camp de prisonniers de guerre: n° 665 Cross Keys
En 1941, l'armée britannique y a établi un camp de prisonniers de guerre (POW) de 300 personnes, désigné POW Camp No.665 Cross Keys. Abritant initialement des prisonniers de l'armée de terre italienne de la campagne du désert occidental, il a ensuite abrité des prisonniers allemands après la bataille de Normandie.

### Dépôt d'artillerie d'après-guerre (1945-1978)

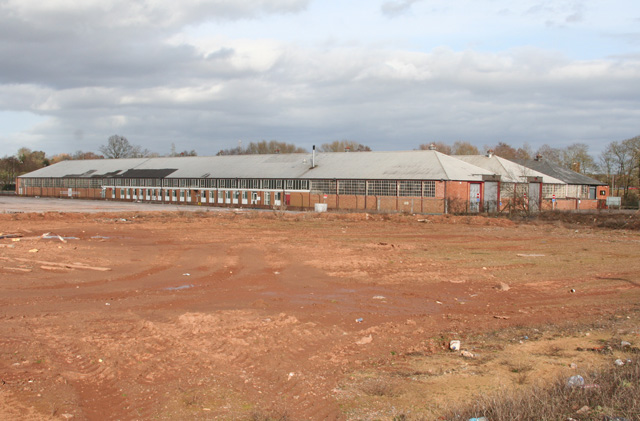
L'un des anciens bâtiments du dépôt d'approvisionnement

Après la fin des hostilités, l'armée américaine a rendu la base à l'armée britannique. Redésigné 'No.3 Supply Reserve Depot, l'armée l'a doté d'une main-d'œuvre civile, qui était chargée de s'approvisionner, d'acheter puis d'emballer divers packs de fournitures, principalement des rations alimentaires mais aussi d'autres fournitures, pour les unités de l'armée britannique stationnées dans le monde entier.
Malgré le lobbying intensif du député local Edward du Cann auprès du sous-secrétaire d'État à la Défense de l'armée Merlyn Rees, la décision a été prise de fermer le dépôt en 1966. Avec la ligne secondaire vers Barnstaple fermant également sous le Beeching cuts, la gare de Norton Fitzwarren est fermée par British Rail en octobre 1966.

### Base d'entraînement de l'armée britannique (1950-1983)
La partie nord du camp a été séparée du dépôt d'artillerie après la guerre et a pris le nom de Norton Manor Camp. De 1950 à 1961, il abritait le 8 (Basic Trades) Training Battalion du Royal Electrical and Mechanical Engineers (en) (REME).
Du début des années 1960 à la fin des années 1970, la base était le camp principal du Régiment Junior Leaders (en) du Royal Army Service Corps, plus tard du Royal Corps of Transport (en) à partir de 1965.

### Base opérationnelle des Royal Marines (depuis 1983)

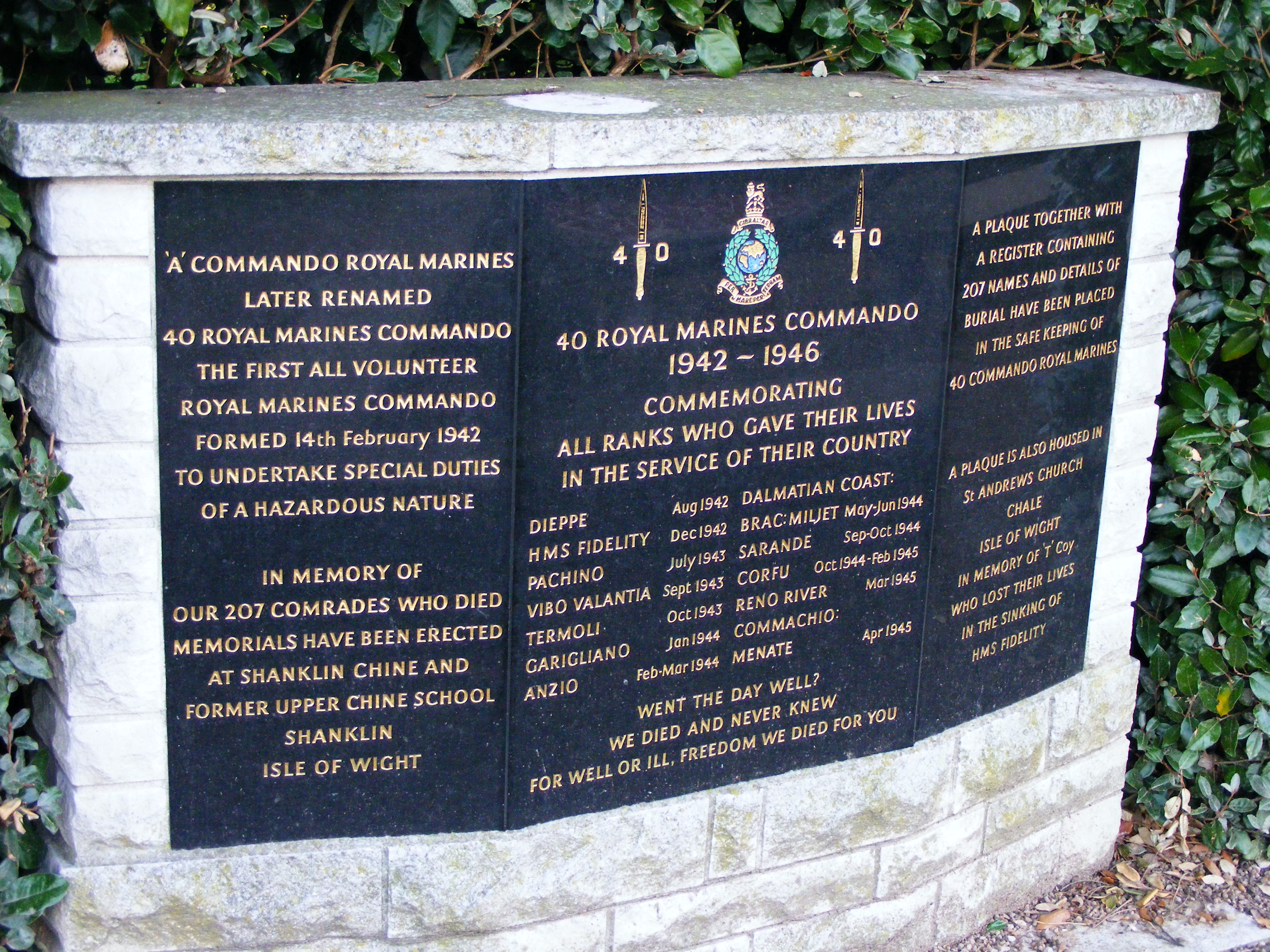
Mémorial du 40 Commando

En 1983, le 40 Commando des Royal Marines a déménagé de Seaton Barracks, Plymouth, où il était basé depuis leur retour de Singapour en 1971, à Norton Manor Camp, qui est devenu la base d'une unité opérationnelle pour la première fois de son histoire.
La partie ouest du site à proximité de la voie ferrée a été vendue à des promoteurs commerciaux et, au début du 21e siècle, un accord a été conclu pour réaménager à nouveau le site. Seuls quatre des entrepôts de dépôt d'approvisionnement de l'armée d'origine survivent maintenant, le reste étant démoli pour construire une nouvelle zone commerciale, 500 nouvelles maisons et un nouveau réseau routier pour contourner Norton Fitzwarren.
En 2016, le gouvernement a annoncé que Norton Manor Camp serait fermé d'ici 2028. Cependant, à la suite d'une campagne réussie de la députée Taunton Deane Rebecca Pow et du candidat parlementaire libéral démocrate Gideon Amos, il a été annoncé en février 2019 que la décision de fermer le camp Norton Manor avait été annulée et que le camp resterait opérationnel indéfiniment.

### Rôle et opérations

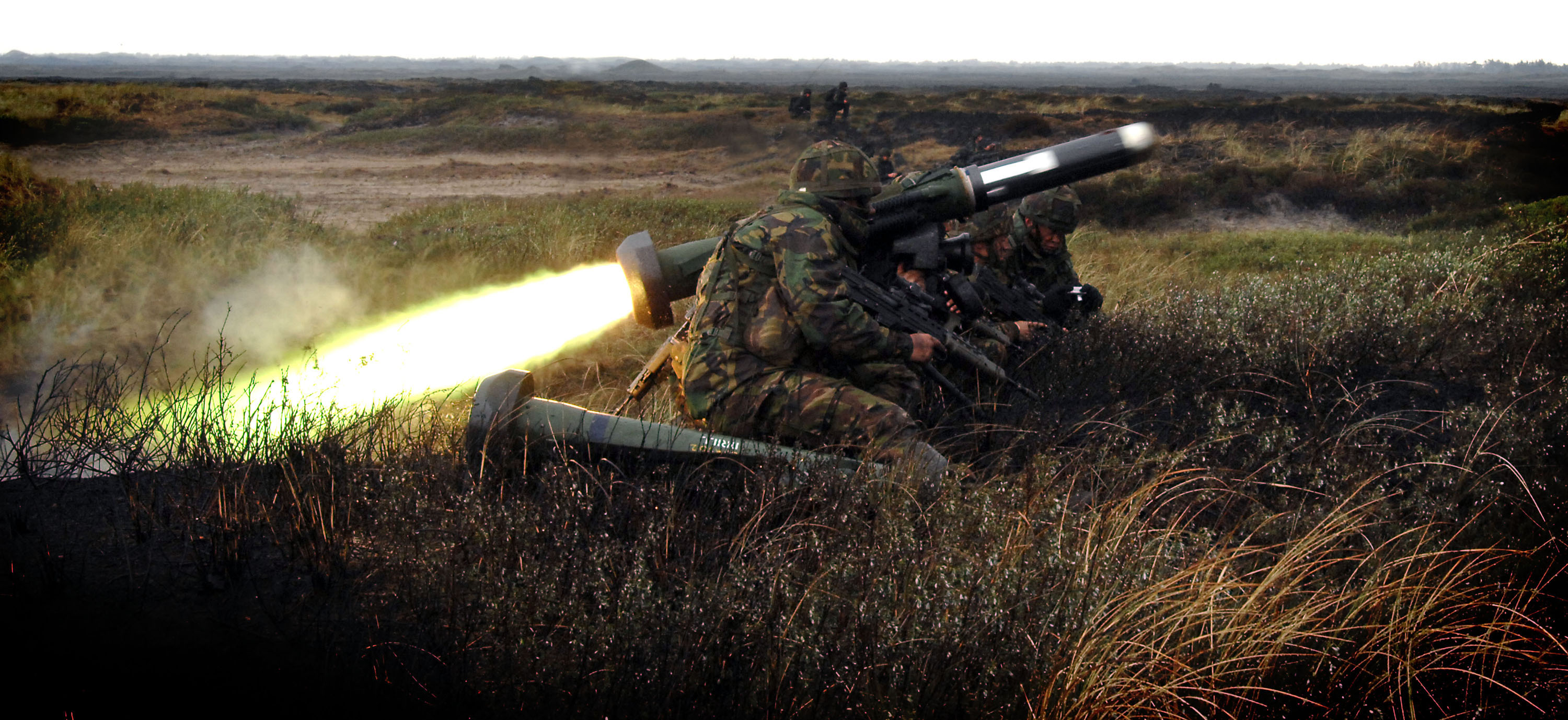
Royal Marines du 40 Commando tirant un missile antichar FGM-148 Javelin

Avec un accès facile au territoire d'entraînement combiné idéal contenu dans les collines Blackdown et Quantock, à partir de 1983, le camp abrite Le 40 Commando des Royal Marines.
La base soutient pleinement les Marines et leurs familles, offrant une gamme de suites et de maisons d'hébergement ; un centre médical; chirurgie dentaire; centre d'éducation; bibliothèque; suite Internet; boutique RI ; Boutique Naafi/Spar et centre familial.
Rafraîchi et en partie reconstruit, le camp comprend de vastes installations de conditionnement physique et de gymnastique, avec : un grand gymnase entièrement équipé ; arène intérieure séparée pour le football et le basket-ball ; piscine intérieure et courts de squash et de tennis. À l'extérieur se trouve une tour d'escalade; un terrain tout temps; des terrains individuels pour le football et le rugby ; et une piste de circuit de périmètre de camp.